# Filippo Mazzola
Filippo Mazzola, de vegades conegut com a Filippo Dell'Erbete (Parma, 1460 - ibíd, 1505), va ser un pintor italià del Renaixement, recordat sobretot per ser el pare del molt més cèlebre Francesco Gerolamo Mazzola, el Parmigianino.

## Biografia
Es coneixen poques dades de la vida de Mazzola. Es va formar com a pintor al costat de Francesco Tacconi, de qui va adoptar un estil bellinià que va seguir durant tota la seva carrera. També va estar prop d'artistes com Alvise Vivarini o Cima da Conegliano, encara que com a retratista es pot citar com el referent més proper a Antonello da Messina. No obstant això, el seu modelatge de les figures sempre va ser massa dur, amb volums gairebé geomètrics. El colorit és similar al de l'Escola veneciana contemporània. Tot i que va ser un artista de limitada imaginació en les seves composicions religioses, té almenys una notable capacitat d'observació del natural en els seus retrats.
Va realitzar Mazzola diverses còpies de Bellini, encara que algunes tal vegada a partir d'obres d'altres artistes. El seu assoliment artístic més gran tal vegada és l'ambiciós políptic conservat a Cortemaggiore.
Va morir víctima d'una epidèmia de pesta que va assolar Parma el 1505. Va deixar orfe al seu petit fill Francesco, que seria criat pels seus oncles Pier Ilario i Michele Mazzola. Amb el temps també seria pintor i aconseguiria fama amb el nom de Parmigianino.